# 6ixtynin9, la série
6ixtynin9, la série (6ixtynin9: The Series), est une série télévisée de thriller Comédie thaïlandaise en six épisodes entre 40 et 66 minutes, créée par Pen-ek Ratanaruang et mise en ligne mondialement le 6 septembre 2023 sur Netflix.
Un remake du film Ruang talok 69 , créé sur par Pen-ek Ratanaruang en 1999,.

## Synopsis
Après avoir perdu son emploi, une femme trouve un mystérieux colis sur le pas de sa porte... et sa vie en est bouleversée.

## Distribution
- Davika Hoorne : Toom
- Amornaek Micheli : Kanchit
- Apivich Rintapoln : Suwat
- Patara Eksangkul : Tud
- Pakonsonrapat Aujanasarun : Fon
- Pemika Wongsurakarn : Milli
- Chanan Tokrisna : M
- Man Trisanu Soranun : John
- Sorabodee Changsiri : Oncle Yen
- Chonchana Saichanhom :  Sompan
- Isara Boonruks :  Wiroj
- TH Dave Chaichanbutr : Sonny
- Ketkram Jangmonkol : Supap
- Nuttapon Sawasdee : Samarng
- Phuthana Khanthapat : Subin
- Thanaporn Rattanassiwimon : Jim3
- Suthida Srirungthum : Kee
- Torpong Kul-On : Pued
- Supacha Sadudee : Oi2
- Suwichan Lakdee : Chutt
- Manop Vanasinsathapron : Bum
- Poochit Jansong : Noi
- Natniphaporm Ingamornrat : Chomsri
- Pakrudee Younsuvimol : Miss Oom

Source : IMDb

## Production

### Tournage
Le tournage a lieu à Bangkok, Thaïlande.

## Accueil

### Critique
Internet Movie Database mentionne une note de 6,1 sur 10. Allociné mentionne 2,8 sur 5.